# Edward Seaga
Edward Seaga (født 28. maj 1930, død 28. maj 2019) var Jamaicas premierminister i 1980-89.
Hans første kone Marie Constantine var "Miss Jamaica 1964".
1. ↑  Navnet er anført på svensk og stammer fra Wikidata hvor navnet endnu ikke findes på dansk.